# Sally Bishop (film 1916)
Sally Bishop è un cortometraggio muto del 1916 diretto da George Pearson. Il regista firmò anche la sceneggiatura tratta da un romanzo di E. Temple Thurston.

## Produzione
Il film fu prodotto dalla Gaumont British Picture Corporation.

## Distribuzione
Distribuito dalla Gaumont British Distributors, il film (in quattro rulli) uscì nelle sale cinematografiche britanniche il 20 aprile 1916.